# Berga-Wünschendorf
Berga-Wünschendorf – miasto w Niemczech, w kraju związkowym Turyngia, w powiecie Greiz. Powstało 1 stycznia 2024 z połączenia miasta Berga/Elster oraz gminy Wünschendorf/Elster. Obie miejscowości są obecnie jego dzielnicami.